# Rahel Frank
Rahel Frank (* 1972 in Rostock als Rahel Christine Freiin von Saß) ist eine deutsche Historikerin, die sich unter anderem auf die späte Geschichte der kirchlichen Opposition in den drei Nordbezirken der DDR spezialisiert hat.

## Leben
Rahel Frank, gebürtige Angehörige der Familie von Saß, flüchtete nach dem Abschluss der POS in Kühlungsborn und einem kurzzeitigen Besuch der EOS in Bad Doberan 1989 in die Bundesrepublik Deutschland. Sie studierte nach dem Abitur in Hannover 1992 Geschichte, Ostslawistik und Neuere Deutsche Literatur in Hamburg. 1999 wurde sie promoviert. Anschließend fertigte sie in den Jahren von 1999 bis 2005 Arbeiten für den Landesbeauftragten für Mecklenburg-Vorpommern für die Unterlagen des Staatssicherheitsdienstes der ehemaligen DDR und den Norddeutschen Rundfunk an. 2007 bis 2015 verbrachte sie in London. Sie ist verheiratet und hat drei Kinder.

## Publikationen (Auswahl)
- Biografien politisch Verfolgter und Diskriminierter in Mecklenburg 1945 bis 1990. Ein Erinnerungskulturelles Projekt. Hrsg. vom Evangelisch-Lutherischen Kirchenkreis Mecklenburg, der Gesellschaft für Regional- und Zeitgeschichte e. V. und der Evangelisch-Lutherischen Kirche in Norddeutschland, Schwerin 2019.
- „Realer-Exakter-Präziser“? Die DDR-Kirchenpolitik gegenüber der Evangelisch-Lutherischen Landeskirche Mecklenburgs von 1971–1989. 2. Auflage, Schwerin 2008, ISBN 3-933255-18-X.
- Einsam oder gemeinsam? Der „Greifswalder Weg“ und die DDR-Kirchenpolitik 1980–1989. 2. Auflage, Schwerin 2016, ISBN 978-3-933255-48-8.
- mit Martin Klähn u. Christoph Wunnicke (Hrsg.): Die Auflösung. Das Ende der Staatssicherheit in den drei Nordbezirken. Schwerin 2010, ISBN 978-3-933255-31-0.
- Der Greifswalder Weg. Die DDR-Kirchenpolitik und die Evangelische Landeskirche Greifswald 1980 bis 1989. Schwerin 1998.

## Einzelnachweis
1. ↑  Einsam oder gemeinsam? Der „Greifswalder Weg“ und die DDR-Kirchenpolitik 1980–1989. 2. Auflage, Schwerin 2016, S. 505.

| Personendaten    | Personendaten                  |
| ---------------- | ------------------------------ |
| NAME             | Frank, Rahel                   |
| ALTERNATIVNAMEN  | Saß, Rahel von (früherer Name) |
| KURZBESCHREIBUNG | deutsche Historikerin          |
| GEBURTSDATUM     | 1972                           |
| GEBURTSORT       | Rostock                        |